# Општина Флорешти (Мехединци)
Флорешти (рум. Floreşti) општина је у Румунији у округу Мехединци.
Oпштина се налази на надморској висини од 219 m.